# Sphagnaceae
Las Sphagnaceae es una familia de musgo con solo un género Sphagnum.